# Ruisseau de Sainte-Anne
Pour les articles homonymes, voir Sainte-Anne.
Le ruisseau de Sainte-Anne est une  rivière du sud-ouest de la France, affluent du Dourdou de Conques sous-affluent de la Garonne par le Lot.

## Géographie
De 6,8 km de longueur, le ruisseau de Sainte-Anne prend sa source dans le département de l'Aveyron, commune de Senergues ; il se jette dans le Dourdou de Conques, en rive droite, sur la commune de Conques-en-Rouergue, dans le même département.

## Départements et communes traversés
La totalité du cours d'eau se situe sur le territoire du département de l' Aveyron.
Les communes traversées sont, de l'amont vers l'aval : 
- Sénergues,
- Conques-en-Rouergue, plus précisément les anciennes communes de Grand-Vabre et Conques

## Hydrographie
Le ruisseau de Sainte-Anne est un torrent[réf. nécessaire].